# Universo Ao Meu Redor

Universo ao meu redor est un album de la chanteuse brésilienne Marisa Monte, sorti en 2006, en même temps que l'album Infinito Particular. 

## Liste des titres
1. Universo ao Meu Redor
2. O Bonde do Dom
3. Meu Canário
4. Três Letrinhas
5. Quatro Paredes
6. Perdoa, Meu Amor
7. Cantinho Escondido
8. Statue of Liberty
9. A Alma e a Matéria
10. Lágrimas e Tormentos
11. Satisfeito
12. Para Mais Ninguém
13. Vai Saber
14. Pétalas Esquecidas